# Pulsarella cognata
Pulsarella cognata é uma espécie de gastrópode do gênero Pulsarella, pertencente a família Borsoniidae.